# 西尾洋
西尾 洋（にしお よう、1977年4月26日 - ）は日本の作曲家、音楽理論家。

## 略歴
ヤマハ音楽教室でピアノと作曲を学ぶ。東京藝術大学音楽学部附属音楽高等学校作曲専攻卒業。同大学同学部作曲専攻入学後、中途退学。リューベック音楽大学作曲科を経て同大学大学院作曲専攻を修了。在学中DAADドイツ学術交流会奨学金を得る。

## 活動
作品はNDR北ドイツ放送局ラジオで放送されたほか、キール・シフレン音楽祭、ハンブルク音楽大学、ハイデルベルク大学、リューベック市内各教会などで初演。ディー・トーンクンスト誌に論評執筆（独語）。2014年ピティナJr.G級のためのマスタークラス講師。同年スイス、バーゼルにおける日本・スイス国交樹立150周年記念演奏会で委嘱作品初演。2015年には日本ソルフェージュ研究協議会で研究発表。 2016年、東京音楽大学大学院で特別講座を担当。
上野学園大学准教授、東京藝術大学音楽学部作曲科非常勤講師を経て、現在岐阜大学教育学部准教授、名古屋芸術大学非常勤講師、ヤマハマスタークラス講師。ヤマハ音楽能力検定試験官。日本ソルフェージュ研究協議会理事。全日本ピアノ指導者協会指導者育成委員。日本現代音楽協会、日本・ロシア音楽家協会、日本音楽学会、日本音楽教育学会各会員。

## 作品
- 『AnfangEnde』弦楽合奏のための、2004年
- 『雲容烟態』６楽器のための、2005年
- 『Duo』ファゴットと打楽器のための、2006年
- 『Duo』２台のピアノのための、2006年
- 『眺め』オルガンのための、2006年
- 『阿吽』ヴァイオリンのための、2007年
- 『Unisono』ヴァイオリンとオルガンのための、2007年
- 『ZUD』ヴァイオリン、クラリネット、ピアノのための、2009年
- 『すでに』トイピアノのための、2009年
- 『やがて』ピアノ連弾のための、2010年
- 『DUD』ヴァイオリン、チェロ、ピアノのための、2010年
- 『さくらさくら』ヴァイオリンとピアノのための、2011年
- 『CAPI』サクソフォンとピアノのための、2011年
- 『MAPI』マリンバとピアノのための、2011年
- 『阿吽II』チェロのための、2012年
- 『五蘊』サクソフォンとマリンバのための、2012年
- 『Toccata』ヴァイオリンとバスクラリネットのための、2013年
- 『Pavane』リコーダー、サクソフォン、ピアノのための、2014年
- 『阿吽III』フルート、サクソフォン、打楽器、ピアノのための、2014年
- 『夜の金魚』6本のサクソフォンのための、2016年
- 『La Sol Fa Re Mi』ピアノのための、2016年
- 『夜』ピアノ（左手）のための、2018年
- 『残り』ピアノのための、2018年
- 『みのり―郡上節から岐阜大学愛唱歌へ』バリトン、ホルン、ピアノのための、2018年

## 教育用ピアノ作品
- 『真夜中の舞踏会』　2010年
- 『そして』　2010年
- 『道草』　2010年
- 『田んぼのかかしのおどり』　2015年
- 『おへんじ』　2018年
- 『こんにちは』　2018年
- 『バスははしるよ』　2018年
- 『おもちつき』　2018年
- 『おさるとおひつじ』　2018年
- 『おるすばん』　2018年
- 『せっせっせ』　2018年
- 『どのうた　１』　2019年
- 『どのうた　２』　2019年
- 『どんどんたいこ』　2019年
- 『ろけっと』　2019年
- 『かざぐるま』　2019年
- 『おいしくたべよ』　2019年
- 『つかれたときは』　2019年
- 『ぱいれーつ』　2019年
- 『おそら』　2019年
- 『８ぶんきゅうふのうた』　2019年
- 『ころっけ』　2019年

## 著書
- 『応用楽典　楽譜の向こう側』音楽之友社、2014年
- 『鍵盤和声　和声の練習帖』音楽之友社、2017年

## 論文
- 「教員養成課程における指揮法講義」 『岐阜大学教育学部研究報告（教育実践研究・教師教育研究）』 第21巻、岐阜大学教育学部、2019年、29-36頁
- 「J. S. バッハ作曲のコラールを規範とした学習における問題点」 『岐阜大学教育学部研究報告（人文科学）』 第67巻2号、岐阜大学教育学部、2019年、91-100頁

## 解説
- ベートーヴェン『交響曲 第1番 ハ長調』（日本楽譜出版社、2009年、ISBN 9784860603137）
- ベートーヴェン『交響曲 第2番 ニ長調』（日本楽譜出版社、2009年、ISBN 9784860603144）
- R. シュトラウス『アルプス交響曲』（日本楽譜出版社、2012年、ISBN 978-4860603304）
- ヘンデル『オルガン（ハープ）協奏曲　変ロ長調』（日本楽譜出版社、2013年、ISBN 9784860603410）
- バッハ『管弦楽組曲 第4番』（日本楽譜出版社、2014年、ISBN 9784860601539）
- レスピーギ『シバの女王ベルキス』（日本楽譜出版社、2015年、ISBN 9784860603502）
- バッハ『管弦楽組曲 第3番』（日本楽譜出版社、2015年、ISBN 9784860600440）
- J. シュトラウス『美しく青きドナウ』（日本楽譜出版社、2015年、ISBN 9784860600013）
- ヘンデル『聖譚曲 〈メサイア〉』（日本楽譜出版社、2015年、ISBN 9784860601423）
- ブラームス『悲劇的序曲』（日本楽譜出版社、2016年、ISBN 9784860603687）
- ラフマニノフ『交響曲 第3番 イ短調』（日本楽譜出版社、2017年、ISBN 9784860603755）
- マーラー『交響曲 第1番 ニ長調〈巨人〉』（日本楽譜出版社、2017年、ISBN 9784860603731）
- プロコフィエフ『こどものための音楽』（音楽之友社、2017年、ISBN 9784276415553）
- ビゼー『交響曲 ハ長調』（日本楽譜出版社、2018年、ISBN 9784860603809）
- シューマン『交響曲 第3番 変ホ長調 〈ライン〉』（日本楽譜出版社、2018年、ISBN 9784860603793）
- ラフマニノフ『交響的舞曲』（日本楽譜出版社、2019年、ISBN 9784860603861）
- プロコフィエフ『古典交響曲 ニ長調』（日本楽譜出版社、2019年、ISBN 9784860603953）
- マーラー『交響曲 第2番 ハ短調 〈復活〉』（日本楽譜出版社、2019年、ISBN 9784860603915）
- シューマン『交響曲 第1番 変ロ長調 〈春〉』（日本楽譜出版社、2020年、ISBN 9784860603908）
- モーツァルト『レクイエム』（日本楽譜出版社、2020年 ISBN 9784860603977）
- メンデルスゾーン『交響曲 第3番 イ短調 〈スコットランド〉』（日本楽譜出版社、2021年、ISBN 9784860603984）
- ラフマニノフ『交響曲 第1番 ニ短調』（日本楽譜出版社、2021年、ISBN 9784860603854）
- チャイコフスキー『こどものためのアルバム』（音楽之友社、2021年、ISBN 9784276415355）
- ワーグナー『ジークフリート牧歌』（日本楽譜出版社、2022年、ISBN 9784860605049）
- シューベルト『交響曲 第1番 ニ長調』（日本楽譜出版社、2022年、ISBN 9784860605117）
- ムソルグスキー『展覧会の絵』（音楽之友社、2022年、ISBN 9784276415201）
- モーツァルト『交響曲 第31番 ニ長調 〈パリ〉』（日本楽譜出版社、2023年、ISBN 9784860603960）
- ハイドン『交響曲 ニ長調 〈時計〉』（日本楽譜出版社、2023年、ISBN 9784860605094）
- ロッシーニ『〈アルジェのイタリア女〉序曲』（日本楽譜出版社、2023年、ISBN 9784860605100）
- R. シュトラウス『〈薔薇の騎士〉組曲』（日本楽譜出版社、2023年、ISBN 9784860605179）
- マーラー『交響曲 第7番 ホ短調』（日本楽譜出版社、2024年、ISBN 9784860605162）
- プロコフィエフ『束の間の幻影』（音楽之友社、2024年、ISBN 9784276415560）
- マーラー『交響曲 第4番 ト長調』（日本楽譜出版社、2025年、ISBN 9784860605261）
- ハイドン『交響曲 ト長調 〈軍隊〉』（日本楽譜出版社、2025年、ISBN 9784860600198）
- モーツァルト『交響曲 第38番 ニ長調 〈プラハ〉』　（日本楽譜出版社、2025年、ISBN 9784860605247）

## 講演・研究発表
- 「演奏に直結するソルフェージュ教育～日独仏の比較を通して」　日本ソルフェージュ研究協議会、2015年
- 「教えて！音楽のレシピ」　平成29年度信州大学人文学部 × セイジ・オザワ 松本フェスティバル協同企画　音楽の"楽しみ方"と"たしなみ方" vol.3、2017年
- 「これからのソルフェージュ」　平成29年度全国音楽高等学校協議会全国大会、2017年